# Nocek Natterera
Nocek Natterera (Myotis nattereri) – gatunek ssaka z podrodziny nocków (Myotinae) w obrębie rodziny mroczkowatych (Vespertilionidae).

## Taksonomia
Gatunek po raz pierwszy zgodnie z zasadami nazewnictwa binominalnego opisał w 1817 roku niemiecki przyrodnik Heinrich Kuhl, nadając mu nazwę Vespertilio nattereri. Holotyp pochodził z Hanau, z Hesji, w Niemczech.
Nocek Natterera należy do podrodzaju Myotis i grupy gatunkowej myotis. M. nattereri i M. crypticus tworzą grupę siostrzaną. Taksonomia zespołów gatunków nattereri jest obecnie bardzo zawiła; cztery gatunki kryptyczne są obecnie uznawane za odrębne taksony (M. nattereri, M. crypticus, M. escalerai i M. zenatius) na podstawie danych morfometrycznych i genetycznych. Taksony hoveli i tschuliensis są traktowane jako podgatunki oczekujące na dalsze analizy, które mogą potwierdzić ich status gatunkowy. Autorzy Illustrated Checklist of the Mammals of the World rozpoznają trzy podgatunki. Podstawowe dane taksonomiczne podgatunków (oprócz nominatywnego) przedstawia poniższa tabelka:
| Podgatunek         | Oryginalna nazwa              | Autor i rok opisu   | Miejsce typowe                            |
| ------------------ | ----------------------------- | ------------------- | ----------------------------------------- |
| M. n. hoveli       | Myotis nattereri hoveli       | D.L. Harrison, 1964 | Aqua Bella, niedaleko Jerozolimy, Izrael. |
| M. n. tschuliensis | Myotis nattereri tschuliensis | Kuzyakin, 1935      | Czuli, góry Kopet-dag, Turkmenistan.      |

### Etymologia
- Myotis: gr. μυς mus, μυός muos „mysz”; ους ous, ωτος ōtos „ucho”[12].
- nattereri: dr Johann Natterer (1787–1843), austriacki zoolog, kolekcjoner, zamieszkały w Brazylii w latach 1817–1835[13].
- hoveli: Haim Hovel, izraelski biolog[5].
- tschuliensis: Czuli, góry Kopet-dag, Turkmenistan[11]

## Zasięg występowania
Nocek Natterera występuje w Eurazji, zamieszkując w zależności od podgatunku:
- M. nattereri nattereri – północna, środkowa i wschodnia Europa do 60°N i zachodnia Turcja.
- M. nattereri hoveli – południowo-środkowa Turcja, zachodnia Syria, Liban, Izrael i zachodnia Jordania.
- M. nattereri tschuliensis – Półwysep Krymski na południe do Kaukazu.

Wyizolowane populacje z zachodniej Rosji, Krety, Cypru i Iraku, Iranu i Turkmenistanu nie są obecnie przypisane do żadnego z podgatunków.

## Morfologia
Długość ciała (bez ogona) 43–48 mm, długość ogona 38–47 mm, długość ucha 15,4–17,5 mm, długość tylnej stopy 7,1–9,3 mm, długość przedramienia 38,5–41,2 mm; rozpiętość skrzydeł 245–300 mm; masa ciała 7–10 g. Gatunek średnich rozmiarów. Futerko na grzbiecie brązowe, zaś na brzuchu białe. Ucho jasne i długie, do połowy długości równomiernie wąskie, w górnej części zaokrąglone, wywinięte do wewnątrz. Skrzydła dosyć szerokie. Koziołek nożowaty, sięga ⅔ długości ucha. Błona skrzydła dochodzi do nasady palców stopy. Ostroga sięga do połowy odległości między piętą a ogonem. Brak płatka za ostrogą. Brzeg błony ogonowej  między końcem ostrogi a ogonem jest zgrubiały oraz porośnięty dwoma rzędami sztywnych, haczykowato zagiętych włosów. Wzór zębowy: I {\displaystyle {\tfrac {2}{3}}} C {\displaystyle {\tfrac {1}{1}}} P {\displaystyle {\tfrac {3}{3}}} M {\displaystyle {\tfrac {3}{3}}} = 38. Kariotyp wynosi 2n = 44 i FNa = 52 (Niemcy).

## Środowisko i tryb życia
Jego letnimi kryjówkami są dziuple oraz skrzynki lęgowe dla ptaków i nietoperzy, chociaż kilkakrotnie obserwowano je w szczelinach budynków. Samice tworzą kolonie rozrodcze liczące zwykle poniżej 40 osobników.
Poluje latając w pobliżu koron drzew lub krzewów. Ofiary chwyta w locie lub zbiera z powierzchni roślin, dlatego obok owadów latających nocą chwyta także pająki i inne nielotne bezkręgowce, jak również śpiące na liściach owady dzienne, zwłaszcza duże muchówki. Zimuje w wilgotnych, umiarkowanie ciepłych podziemiach - jaskiniach, fortyfikacjach, starych kopalniach, piwnicach i studniach. Maksymalna długość życia nocka Natterera wynosi 23 lata i 5 miesięcy.

## Ochrona i zagrożenia
W Czerwonej księdze gatunków zagrożonych Międzynarodowej Unii Ochrony Przyrody i Jej Zasobów został zaliczony do kategorii LC (ang. Least Concern „najmniejszej troski”).
W Polsce jest objęty ścisłą ochroną gatunkową oraz wymagający ochrony czynnej, dodatkowo obowiązuje zakaz fotografowania, filmowania lub obserwacji, mogących powodować płoszenie lub niepokojenie.
Zbyt częste opryskiwanie sadów środkami zwalczającymi szkodniki coraz bardziej pozbawia je pokarmu. Zjadając owady, które miały kontakt z trucizną, nocki same ulegają zatruciu.